# Абдул Маджид Хассан
Абдул Маджид Хассан — другий султан Брунею, який правив у 1402–1408 роках (за іншими даними — не правив взагалі, тому не включений до генеалогічного дерева династії).

## Біографія
Абдул Маджид Хассан не згадується у брунейських списках родоводу султанів Брунею (малай. Salasilah Raja-Raja Brunei); основним джерелом інформації про нього є офіційний часопис китайської династії Мін (Мін шилу) й заснована на ньому Історія Мін, а також стела поблизу його поховання в Нанкіні.

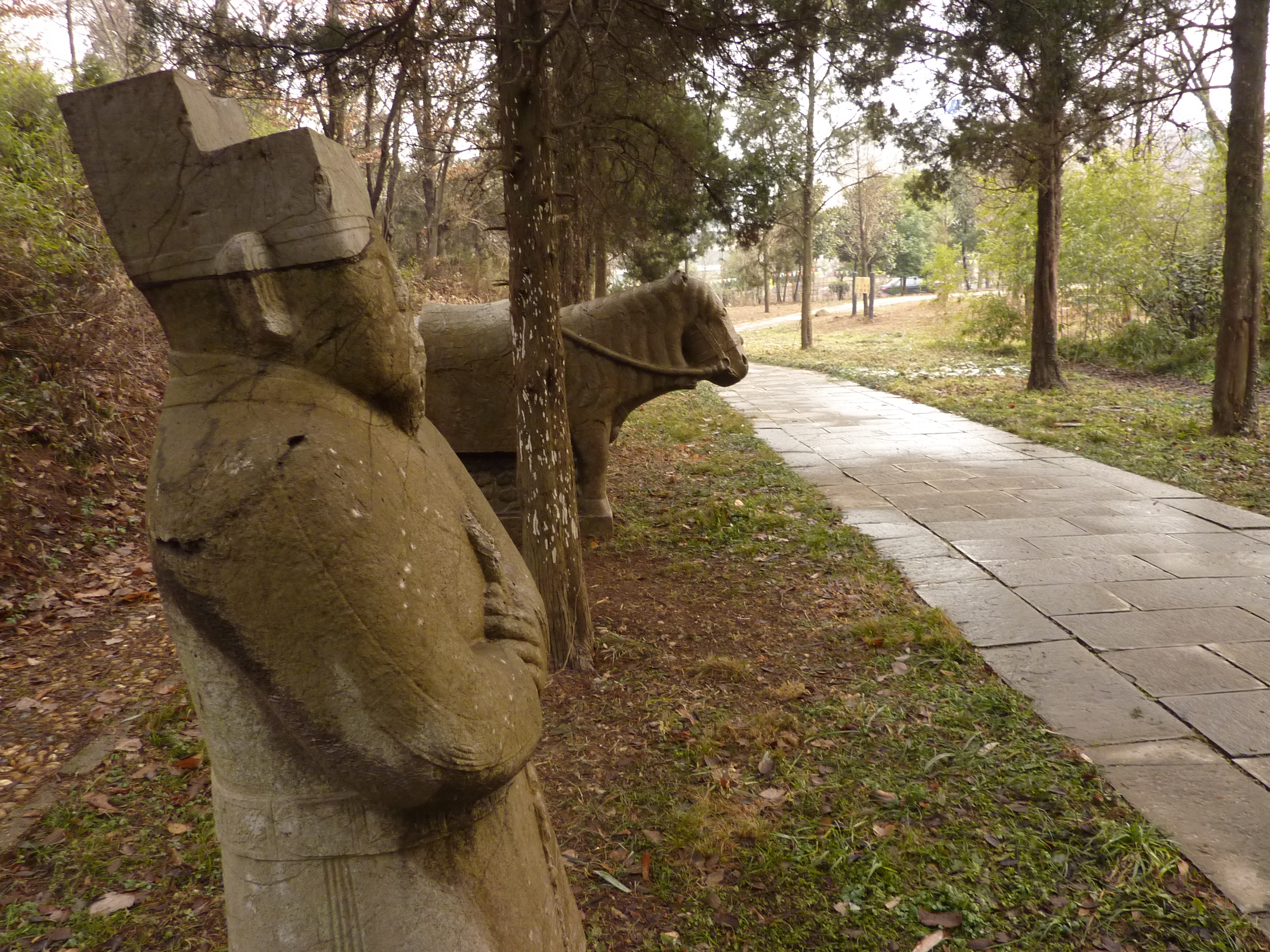
«Шлях духів» брунейського султана

Китайські джерела згадують, що 5 грудня 1405 року в Нанкіні була прийнята делегація, відряджена правителем країни «Боні» (渤泥; Борнео/Бруней), чиє ім'я було подано як Ма-на-же-цзя-на-най (麻那惹加那乃). 22 числа того ж місяця до «Боні» був відряджений з візитом у відповідь китайський посол, який мав повідомити цьому Ма-на-же-цзя-на-най про визнання незалежності країни «Боні» (від яванської імперії Маджапахіт), та звести його в сан визнаного Мінською імперією правителя (ван, в китайській термінології) своєї країни, видавши йому офіційну печатку.
«Країна Боні» згадується в китайських джерелах, починаючи з X століття, однак без особливої певності стосовно її географічного розташування. На думку сучасних дослідників, назва «Боні», напевне, стосувалась якихось держав (можливо, різних у різні епохи) на острові Борнео (Калімантан). Можна припустити, що «Боні» XV століття могло бути державою-попередником сучасного Брунею. Саме так вважає Брунейський історичний центр, на думку якого Ма-на-же-цзя-на-най (або, в інших записах китайських часописів, просто Ма-на-же-цзя-на, 麻那惹加那) йменувався Абдул Маджид Хассан, а китайське написання його імені може бути інтерпретовано як «Магараджа Карна». З урахуванням відомостей з китайських джерел, брунейські історики скоригували список своїх султанів, помістивши Абдул Маджид Хассана між першим і другим султанами, традиційно зафіксованими брунейською історією.

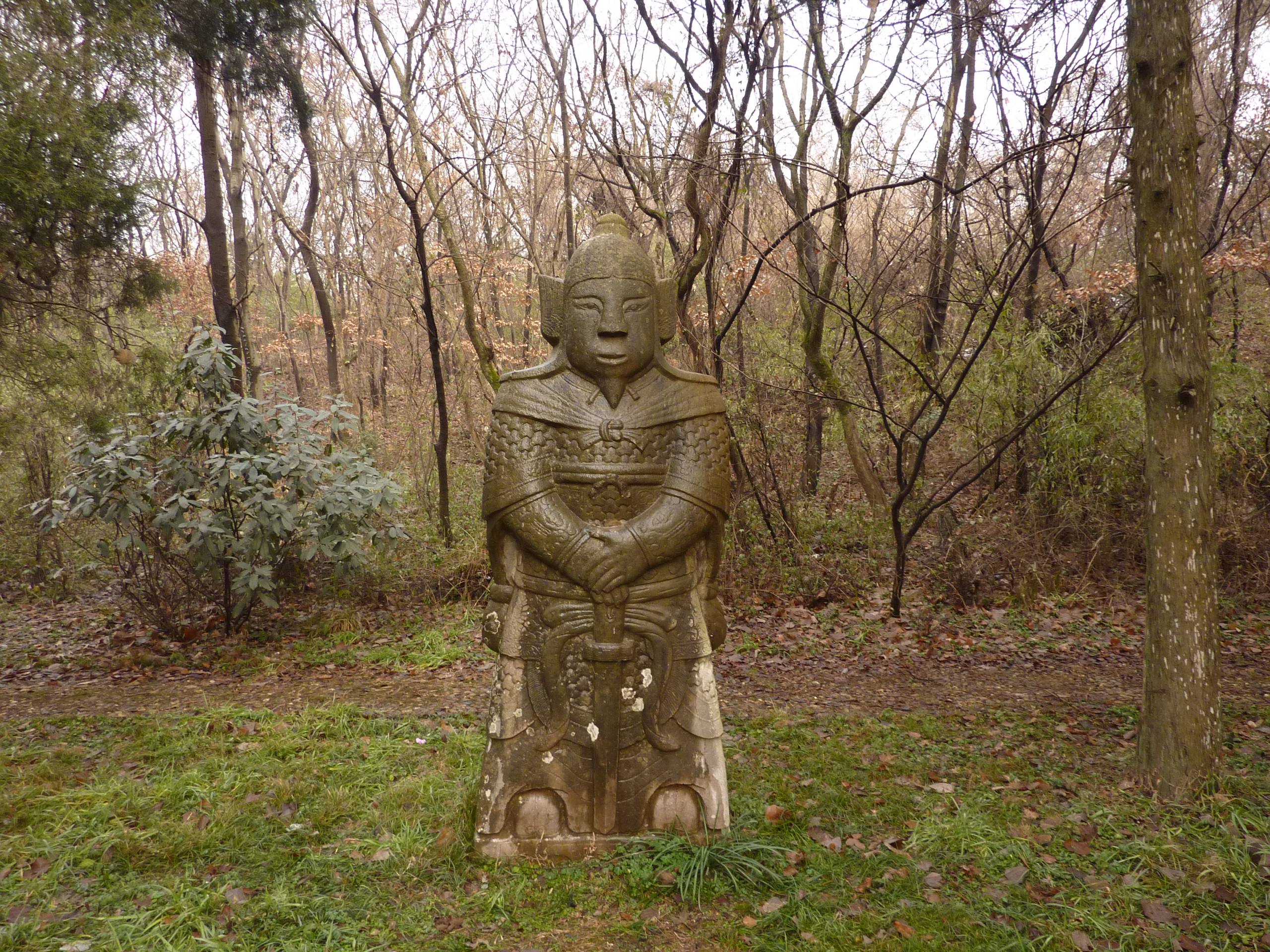
Воїн біля «шляху духів» брунейського султана

6 лютого 1406 року делегація країни «Боні» убула з Нанкіна на батьківщину. Взимку 1406–1407 років Нанкін відвідала ще одна делегація з «Боні», можливо з метою підготовки особистого візиту самого правителя цієї країни.
Восени 1408 року Абдул Маджид Хассан особисто прибув до Китаю, ставши першим з усіх правителів Південно-Східної Азії, який особисто відвідав Китай, щоб висловити свою шану мінському імператору. Імператорський євнух Ду Сін урочисто зустрів брунейського гостя в одному з портів південної Фуцзяні, й 9 вересня вони прибули в Нанкін Брунейська делегація включала понад 150 чоловік.
Оскільки до Абдул Маджид Хассана заморські правителі такого рангу не відвідували мінську столицю, в міністерстві церемоніалу виникло питання, як його слід зустрічати. За рішенням самого імператора, султана прирівняли, в церемоніальному сенсі, до представників китайської вищої знаті (гун і хоу) та старших міністрів.
За місяць після прибуття в Нанкін султан захворів. Незважаючи на допомогу лікарів імператорського двору, брунейський гість помер в Нанкіні 19 жовтня 1408 року у віці 28 років.

## Поховання

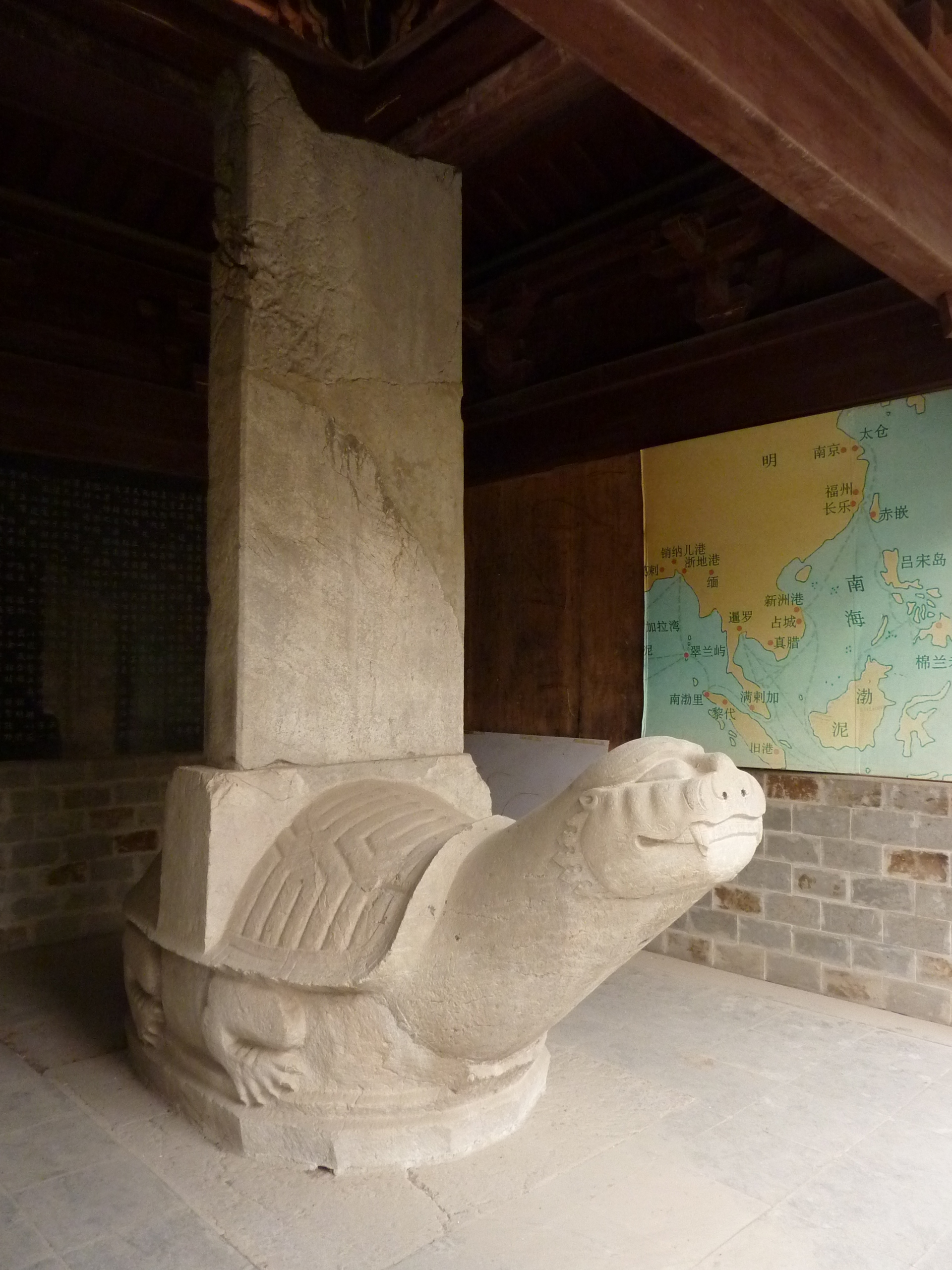
Черепаха зі стелою на честь Абдул Маджида Хассана

Китайський імператор особисто висловив свій смуток щодо смерті заморського гостя. Брунейському правителю було надано посмертний почесний титул Гун-шунь (恭顺), тобто «Шанобливий та слухняний». Його було з почестями поховано 3 листопада 1408 року. Місце для могили, розташоване за 4 кілометри на південний захід від південної брами міської стіни Нанкіна (31°58′44″ пн. ш. 118°45′11″ сх. д. / 31.97889° пн. ш. 118.75306° сх. д.), було обрано згідно з принципами феншуй — на південному схилі пагорба, також оточене пагорбами зі сходу й заходу, й відкрите тільки на південь. Перед поховальним комплексом, тобто, на південь від нього, є невелика водойма.
Поблизу гробниці султана було споруджено скульптурний комплекс за типом, що належав вищій знаті Мінської імперії, і повторював у зменшеному масштабі «шлях духів» (шеньдао) імператорського мавзолею Сяолін. Шлях до поховання султана починається від кам'яної черепахи-бісі, яка несе стелу, присвячену заслугам померлого; далі йде стежка, обабіч якої вишикувалась почесна варта з кам'яних тварин, воїнів, і цивільних чиновників, та, зрештою, могильний курган султана, перед яким стоїть скромна стела з його китайським іменем.
Упродовж останніх століть гробниця султана занепала. Жителі сусідніх сіл називали її «хуейхуей фень» (回回坟), тобто «могила мусульманина», проте її точне походження забуто. 12 травня 1958 року спеціалісти змогли прочитати частину тексту на фрагментах стели, що збереглись, із чого стало зрозуміло, кого тут було поховано.

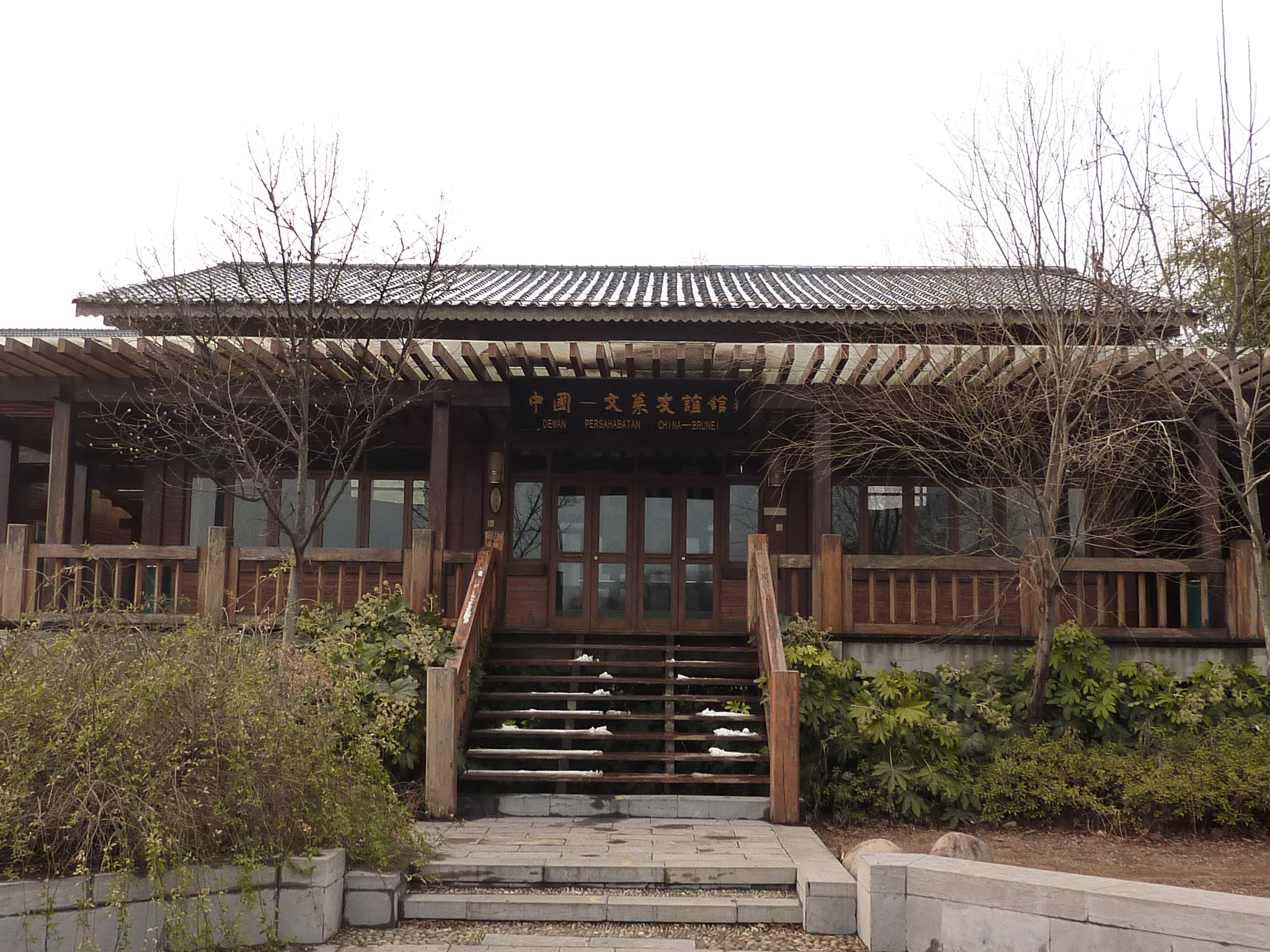
Будинок китайсько-брунейської дружби

Зі зрошувального каналу, що проходить неподалік, пізніше було вилучено інший фрагмент стели, текст на якому підтвердив думку фахівців. Стелу було відремонтовано, фігури тварин і людей встановлено на своє місце, а навколо могили розбито парк. 1981 року «Гробниця правителя країни Боні» була занесена до провінційного списку пам'яток культури провінції Цзянсу, а 2001 року — до загальнонаціонального. 2004 року над султановою черепахою була збудована традиційна альтанка, а 2006 року поряд був відкритий будинок китайсько-брунейської дружби. Навколо парку давно вже не сільська місцевість, а нові райони Нанкіна; нині парк має вихід на проспект Програмного забезпечення (软件大街, Жуаньцзянь дацзе).